# AX520N
AX-520Nは、NECインフロンティアが開発した、ウィルコム向けPCカード型 Type IIデータ通信端末製品である。

## 概要
この端末は、前年に発売されたAX510NをW-OAM対応に変更した物で、W-OAMのサービスインに合わせて発売された。
PCカード型の端末で、PCカードスロットが無く、USBのみのPCでは、別売りの「PCカード用USBアダプタ」で対応している。本体の色調はシルバーを採用している。外観の特徴として、「AX-510N」と同様に本体上部の左右に回転式のアンテナを設けている。
変調方式「8PSK」に対応した事でW-OAMエリア内では、AIR-EDGE[PRO]「8x」の場合は408kbps、「4x」で204kbps、「2x」で102kbps、「1x」で51kbpsの最高速度で利用する事ができる。
W-OAMエリア外でも、AIR-EDGEは[PRO]「8x」（256kbps・32×8）、「4x」（128kbps・32×4）、「2x」（64kbps・32×2）、「1x」（32kbps・32×1）、64Kフレックスチェンジ（ネット25）に対応している。また、PIAFS（64k・32k）に対応している。
また、「AX510N」と同様に「MEGAPLUS」サービスが利用可能で、「AX510N」以上の体感速度を得る事ができ、サービスの利用料金は[PRO]では無料。それ以外のコースでは500円（税込）で利用する事ができた（2010年12月サービス終了）。
同社で同時期に開発されたAX420Nも、同日に販売予定の発表及び同日に販売開始になっている。
また、台湾・タイでの国際ローミングにも対応している。
付属品は、専用ユーティリティソフトを収録したCD、収納ケースなどが付属している。

## 仕様
- 対応OS（各日本語版）
  - Microsoft Windows Millennium Edition
  - Microsoft Windows 2000
  - Microsoft Windows XP
  - Microsoft Windows Vista（64bit版も対応）
  - Microsoft Windows 7（64bit版も対応）
  - Classic Mac OS 9.0 - 9.2.2
  - macOS 10.1.5  - 10.5.7

## 歴史
- 2006年1月27日 - W-OAMサービスインに合わせ、販売予定公表。
- 2006年2月16日 - 2月23日より販売開始すると発表。
- 2006年2月23日 - 発売開始。